# Андрющенко, Владимир Кузьмич
Влади́мир Кузьми́ч Андрю́щенко укр. Андрющенко Володимир Кузьмович (17 мая 1919, с. Заречаны, Житомирский район, Житомирская область, Украина — 14 июля 1986, Москва, Россия) — советский офицер и военачальник, участник Великой Отечественной войны, Герой Советского Союза. Генерал-лейтенант (1968).

## Биография
Родился 17 мая 1919 года в селе Псыща (с 1946 года село Заречаны) ныне Житомирского района Житомирской области Украины в крестьянской семье. Украинец. В 1936 году окончил среднюю школу в Житомире.
В октябре 1937 года призван в ряды Красной Армии. В 1939 году окончил Одесское пехотное училище. С сентября 1939 года командовал миномётным взводом 606-го стрелкового полка 80-й стрелковой дивизии Орловского военного округа (г. Моршанск, Тамбовская область). В середине февраля 1940 года назначен первым помощником начальника штаба 855-го стрелкового полка в Орловском военном округе (г. Орёл), но уже через несколько дней получил приказ убыть на фронт советско-финской войны в распоряжение Военного совета 9-й армии. По месту прибытия не успел получить нового назначения в связи с прекращением боевых действий. Был направлен в Белоруссию и в июне 1940 года назначен командиром взвода курсантов Лепельского пехотного училища. В январе 1941 года был направлен на учёбу на Высшие стрелково-тактические курсы усовершенствования офицерского состава пехоты «Выстрел». Окончил их уже во время Великой Отечественной войны, в ноябре 1941 года.
С ноября 1941 года служил помощником начальника учебной части батальона курсантов в Уфимском пехотном училище.
На фронт прибыл командиром миномётной роты 1285-го стрелкового полка 60-й стрелковой дивизии 49-й армии Западного фронта 27 января 1942 года (вскоре дивизия передана в 3-ю армию Брянского фронта), уже 13 февраля назначен временно исполнять должность командира миномётного батальона этого полка, а через 5 дней, 18 февраля, был ранен. После излечения в одном из госпиталей Рязанской области в марте 1942 года направлен в отдел кадров 49-й армии, в апреле назначен заместителем командира миномётного батальона на армейских курсах младших лейтенантов. Только через год, в мае 1943 года, стал командиром стрелковой роты 44-го стрелкового полка 42-й стрелковой дивизии, с конца июня — командир батальона там же. В бою 18 сентября 1943 года был тяжело ранен, направлен на лечение в эвакогоспиталь в Москве. После излечения вернулся в дивизию на должность начальника отделения штаба дивизии в декабре 1943 года, а 25 марта 1944 года назначен командиром 44-го стрелкового полка 42-й стрелковой дивизии на 2-м Белорусском фронте. Был трижды ранен. Член ВКП(б)/КПСС с 1943 года.
Командир 44-го стрелкового полка 42-й стрелковой дивизии 49-й армии 2-го Белорусского фронта майор В. К. Андрюшенко особенно отличился в Белорусской стратегической наступательной операции. Полк под его командованием отлично действовал при форсировании рек Днепр и Проня в Шкловском районе Могилевской области Белоруссии.
Указом Президиума Верховного Совета СССР от 21 июля 1944 года, за образцовое выполнение боевых заданий Командования на фронте борьбы с немецкими захватчиками и проявленные при этом отвагу и геройство майору Андрющенко Владимиру Кузьмичу присвоено звание Героя Советского Союза с вручением ордена Ленина и медали «Золотая Звезда».
Продолжал отважно сражаться на фронте. В ходе Восточно-Прусской наступательной операции в бою 16 февраля 1945 года был вновь тяжело ранен, эвакуирован в госпиталь в Житомир. Был выписан уже после Победы.
После Великой Отечественной войны с мае 1945 года вновь принял под командование свой 44-й стрелковый полк, но уже в августе направлен на учёбу в академию. В 1947 году окончил Военную академию имени М. В. Фрунзе. С ноября 1947 — начальник штаба 50-го гвардейского стрелкового полка 15-й гвардейской стрелковой дивизии. С февраля 1949 года служил старшим офицером по тактической подготовке 2-го отдела Управления боевой и физической подготовки штаба Прикарпатского военного округа, в ноябре 1954 года вновь убыл учиться.
В 1954 году окончил Высшую военную академию имени К. Е. Ворошилова. С декабря 1954 — заместитель командира 15-й гвардейской стрелковой дивизии. С апреля 1955 — командир 55-й гвардейской стрелковой дивизии (в мае 1957 переформирована в мотострелковую дивизию) в Белорусском военном округе. С июля 1958 — первый заместитель начальника Управления боевой подготовки штаба Белорусского военного округа, после реорганизации аппарата в декабре 1960 года стал заместителем начальника Управления боевой подготовки и военно-учебных заведений штаба этого округа. С сентября 1961 по октябрь 1963 года находился в длительной заграничной командировке на должности старшего группы советских военных советников в Сирии. С октября 1963 по декабрь 1967 года был начальником штаба — первым заместителем командующего 4-й общевойсковой армии Закавказского военного округа. С декабря 1967 служил начальником штаба — первым заместителем командующего Закавказским военным округом. С мая 1972 года — представитель Главнокомандующего Объединёнными Вооружёнными силами стран участниц организации Варшавского Договора в Венгерской народной армии. С июля 1975 года находился в распоряжении Главнокомандующего сухопутными войсками СССР, в декабре этого года назначен начальником учётно-организационного управления Главного управления военно-учебных заведений Министерства обороны СССР. С сентября 1983 года генерал-лейтенант В. К. Андрющенко — в отставке.
Жил в Москве. Скончался 14 июля 1986 года. Похоронен в Москве на Кунцевском кладбище.

## Воинские звания
- лейтенант (4.09.1939)
- старший лейтенант (1941);
- капитан (17.07.1942);
- майор (7.01.1944);
- подполковник (16.03.1945);
- полковник (3.01.1951);
- генерал-майор (27.08.1957);
- генерал-лейтенант (19.02.1968)

## Награды
- Герой Советского Союза (21.07.1944)
- орден Ленина (21.07.1944)
- орден Красного Знамени (22.02.1968)
- 2 ордена Отечественной войны 1-й степени (23.03.1944, 11.03.1985)
- два ордена Красной Звезды (8.10.1943, 21.08.1953)
- орден «За службу Родине в Вооружённых Силах СССР» 3-й степени (30.04.1975)
- медаль «За боевые заслуги» (1947)
- другие медали СССР
- Орден Заслуг 1-й степени (Сирия)
- Орден Красного Знамени (Венгрия)